# 日语盲文
日语盲文是由1890年东京盲哑学校教师石川仓次制定的盲文，主要特点是以一个盲符表示所有五十音上的假名，并用一些点位来表示拗音、浊音、半浊音等。

## 点位

点位

采用6点式盲文，左侧从上至下分别为1、2、3点，右侧从上至下分别为4、5、6点。

## 假名

### 五十音
| あ行 |  |      |  |      |  | 五个基本母音表示方法。                     |
| か行 |  |      |  |      |  | 在母音的基础上添加6位点。                  |
| さ行 |  |      |  |      |  | 在母音的基础上添加5、6位点。               |
| た行 |  |      |  |      |  | 在母音的基础上添加3、5位点。               |
| な行 |  |      |  |      |  | 在母音的基础上添加3位点。                  |
| は行 |  |      |  |      |  | 在母音的基础上添加3、6位点。               |
| ま行 |  |      |  |      |  | 在母音的基础上添加3、5、6位点。            |
| や行 |  |      |  |      |  | 將母音移到底部并添加4位点。                |
| ら行 |  |      |  |      |  | 在母音的基础上添加5位点。                  |
| わ行 |  | （） |  | （） |  | 將母音移到底部（“”、“”现在用“”、“”代替）。 |

#### 其他
| 拨音 | 促音 | 长音 | 逗号 | 句号 | 问号 | 叹号 | 间隔号 |
| ---- | ---- | ---- | ---- | ---- | ---- | ---- | ------ |
|      |      |      |      |      |      |      |        |

以所表示的长音音节，在盲文中以表示；助词、写成。

#### 浊音、半浊音、拗音
| 浊音     | 浊音记号＋     | 浊音记号（5位点）写在相应假名前。 （例：→）                                                    |
| 半浊音   | 半浊音记号＋   | 半浊音记号（6位点）写在相应假名前。 （例：→）                                                  |
| 拗音     | 拗音记号＋     | 拗音记号（4位点）代替训令式罗马字的y，并写在相应假名前。 （例：（ka）→（kya））                |
| 浊拗音   | 浊拗音记号＋   | 浊拗音记号（4、5位点）代替训令式罗马字的y，并写在相应假名前。 （例：（ka）→（kya）→（gya））   |
| 半浊拗音 | 半浊拗音记号＋ | 半浊拗音记号（4、6位点）代替训令式罗马字的y，并写在相应假名前。 （例：（ha）→（hya）→（pya）） |

| 浊音浊音记号     | 行 |  |  |  |  |  | 浊音记号（5位点）写在相应假名前。   |
| 浊音浊音记号     | 行 |  |  |  |  |  | 浊音记号（5位点）写在相应假名前。   |
| 浊音浊音记号     | 行 |  |  |  |  |  | 浊音记号（5位点）写在相应假名前。   |
| 浊音浊音记号     | 行 |  |  |  |  |  | 浊音记号（5位点）写在相应假名前。   |
| 半浊音半浊音记号 | 行 |  |  |  |  |  | 半浊音记号（6位点）写在相应假名前。 |

| 拗音拗音记号         | 行 | （ka） →（kya）          | （ku） →（kyu）          | （ko） →（kyo）          | 拗音记号（4位点）代替训令式罗马字的y，并写在相应假名前。        |
| 拗音拗音记号         | 行 | （sa） →（sya）          | （su） →（syu）          | （so） →（syo）          | 拗音记号（4位点）代替训令式罗马字的y，并写在相应假名前。        |
| 拗音拗音记号         | 行 | （ta） →（tya）          | （tu） →（tyu）          | （to） →（tyo）          | 拗音记号（4位点）代替训令式罗马字的y，并写在相应假名前。        |
| 拗音拗音记号         | 行 | （na） →（nya）          | （nu） →（nyu）          | （no） →（nyo）          | 拗音记号（4位点）代替训令式罗马字的y，并写在相应假名前。        |
| 拗音拗音记号         | 行 | （ha） →（hya）          | （hu） →（hyu）          | （ho） →（hyo）          | 拗音记号（4位点）代替训令式罗马字的y，并写在相应假名前。        |
| 拗音拗音记号         | 行 | （ma） →（mya）          | （mu） →（myu）          | （mo） →（myo）          | 拗音记号（4位点）代替训令式罗马字的y，并写在相应假名前。        |
| 拗音拗音记号         | 行 | （ra） →（rya）          | （ru） →（ryu）          | （ro） →（ryo）          | 拗音记号（4位点）代替训令式罗马字的y，并写在相应假名前。        |
| 浊拗音浊拗音记号     | 行 | （ka） →（kya） →（gya） | （ku） →（kyu） →（gyu） | （ko） →（kyo） →（gyo） | 浊拗音记号（4、5位点）代替训令式罗马字的y，并写在相应假名前。   |
| 浊拗音浊拗音记号     | 行 | （sa） →（sya） →（zya） | （su） →（syu） →（zyu） | （so） →（syo） →（zyo） | 浊拗音记号（4、5位点）代替训令式罗马字的y，并写在相应假名前。   |
| 浊拗音浊拗音记号     | 行 | （ta） →（tya） →（dya） | （tu） →（tyu） →（dyu） | （to） →（tyo） →（dyo） | 浊拗音记号（4、5位点）代替训令式罗马字的y，并写在相应假名前。   |
| 浊拗音浊拗音记号     | 行 | （ha） →（hya） →（bya） | （hu） →（hyu） →（byu） | （ho） →（hyo） →（byo） | 浊拗音记号（4、5位点）代替训令式罗马字的y，并写在相应假名前。   |
| 半浊拗音半浊拗音记号 | 行 | （ha） →（hya） →（pya） | （hu） →（hyu） →（pyu） | （ho） →（hyo） →（pyo） | 半浊拗音记号（4、6位点）代替训令式罗马字的y，并写在相应假名前。 |

## 盲文转写汉字
日語點字轉寫漢字的方式為照漢字的字根轉寫（類似倉頡輸入法與嘸蝦米輸入法），即日本的漢字點字。

## 參閱
- 盲文

## 外部連結
- The Braille Authority of Japan （页面存档备份，存于） – the standard-setting body for braille notation in Japan
- World Blind Union （页面存档备份，存于）
- "The Monument "Birthplace of Tokyo Moa Gakko and Japan Braille System" unveiled" （页面存档备份，存于）